# Sefru
Sefru (em francês: Sefrou; em árabe: صفرو; romaniz.: Sufrūy; em berbere: Assefru) é uma cidade do norte de Marrocos, situada 28 quilómetros a sudeste de Fez, num oásis no sopé da cordilheira do Médio Atlas. Em 2004 tinha 64 006 habitantes e estimava-se que em 2010 tivesse 72 574. Elevada a município urbano em 1917, desde 1991 que é capital da província homónima, que faz parte da região de Fez-Boulemane.
Assefru, o nome em berbere (tamazigue) da cidade significa "lugar" (as) de "esconderijo" (efru). A comuna é atravessada por um rio, o oued Agay (Assif N'Aggay em tamazigue) e é território tradicional da tribo berbere dos Ihinagenes, da confederação Aït Youssi. A região do Assif N'Aggay e de Sefru pertencia à tribo antes da chegada à região de judeus e árabes, respetivamente nos séculos I e VI d.C. Em volta da cidade existem várias nascentes e cascatas, uma destas no perímetro urbano.

## Festa das cerejas
O moussem de Heb Lemlouk, também chamado "festa das cerejas", é um festival conhecido a nível nacional desde 1920. Decorre todos os anos no início do mês de junho e, além da componente cultural, é também uma ocasião para expor e vender as diferentes variedades de cerejas produzidas no oásis de Sefru e nos seus arredores.
A festa dura três dias, sexta-feira a domingo e inclui espetáculos de dança, canto e desfiles presididos pela "rainha das cerejas", a qual é selecionada entre as mais belas candidatas. Em paralelo, são organizadas diversas atividades desportivas e culturais.

## História
Há diversos indícios que a região é habitada desde tempos muito remotos, o que provavelmente se deve, em parte, à abundância de nascentes, florestas e grutas, além da situação estratégica, ao sul do Rife e junto ao Médio Atlas, que a tornava um lugar de refúgio para perseguidos políticos ou religiosos.
A presença de judeus é anterior à invasão dos vândalos e deixou alguns topónimos, como o do uádi Lihudi, alfuent do Aggay e Kahf Lihudi, uma gruta situada na encosta do Jbel Binna. Os textos árabes também dão a entender que na região teriam existido uma presença cristã importante, além de pagãos. Na chamada "fonte dos ídolos" (‘Ayn çname), a sul de Sefru, em Al ‘Anacer, foram descobertas cinco inscrições latinas, que comprovam, senão a implantação romana no local, pelo menos o interesse de Volubilis (a principal cidade romana de Marrocos) por esta frente sul.
Leão, o Africano escreveu que Sefru foi fundada pelos "africanos", ou seja, os berberes. A crer na tradição oral, a cidade teria sido fundada antes de Fez — «Ia-se da cidade de Sefru para a aldeia de Fez» — é um dito muito popular desde há muito entre os sefrius (sefrioui). Segundo uma lenda local, atribuída, provavelmente erradamente, a Raoud Al Quirtas, Idris II estabeleceu-se em Sefru durante dois anos na primeira década do século IX, enquanto Fez era construída. O nome da zona onde viveu o monarca ("Habbouna", ou "aldeia daqueles que nos amaram"), atualmente a parte sul da almedina, teria sido atribuído por Idris II em sinal de reconhecimento da forma calorosa como os habitantes locais o acolheram durante a sua campanha de islamização. Os Bahloula, os mais reticentes, não teriam recebido a bendição do rei.
Independentemente da veracidade dessa lenda, há indícios de que Sefru já existia quando Idris II fundou a cidade de Alia (cidade de Ali) na margem esquerda do uádi Fez, em 809, onde se encontra o bairro dos Cairuaneses, em frente ao bairro andalusino, fundado em 789 por Idris I. Durante o reinado de Ali ibne Maomé (r. 836–849), neto de Idris II, houve um opositor político que se apoderou de Sefru e que a partir daí marchou sobre Fez, o que prova a importância de Sefru no século IX, a ponto de mobilizar-se contra um príncipe idríssida.
No início do período idríssida, Sefru afirmou-se como um importante entreposto comercial nas rotas das caravanas entre o sul do Saara, Fez e o Mediterrâneo, beneficiando da sua posição entre a capital idríssida e a grande metrópole do Tafilete, Sijilmassa. O comércio era em grande parte controlado pela importante comunidade judaica, constituída tanto por judeus locais, como por judeus originários dos oásis saarianos. A situação geográfica, se bem que favorável ao comércio, também fazia de Sefru uma zona tampão entre as os idríssidas e o Tafilete e uma zona de lutas entre clãs. A cidade foi atacada diversas vezes e em 1016, que até então era controlada por um emir zeneta dependente de Fez, foi conquistada pelos magrauas de Sijilmassa sob Uanudine ibne Cazerune.

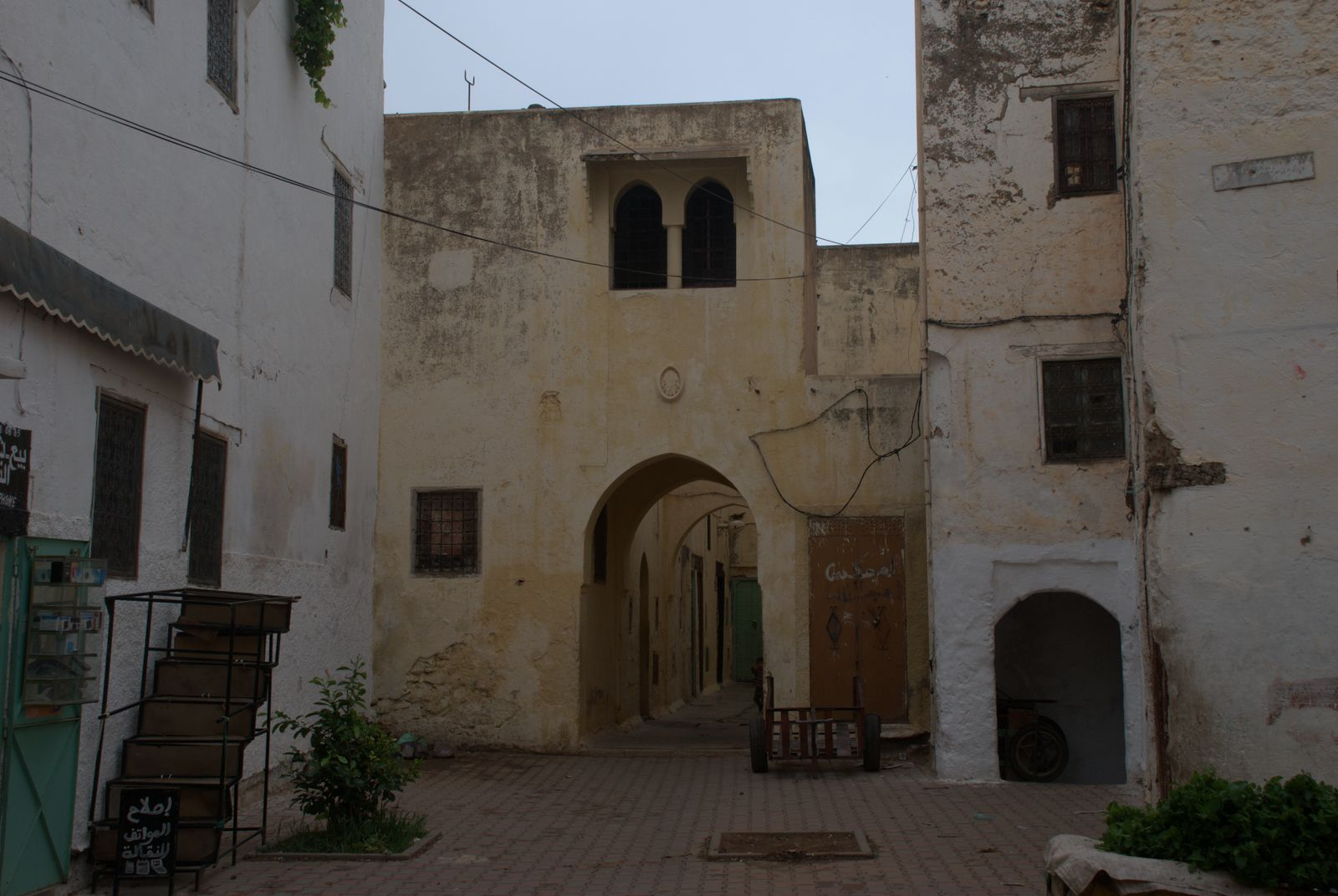
Interior da almedina de Sefru

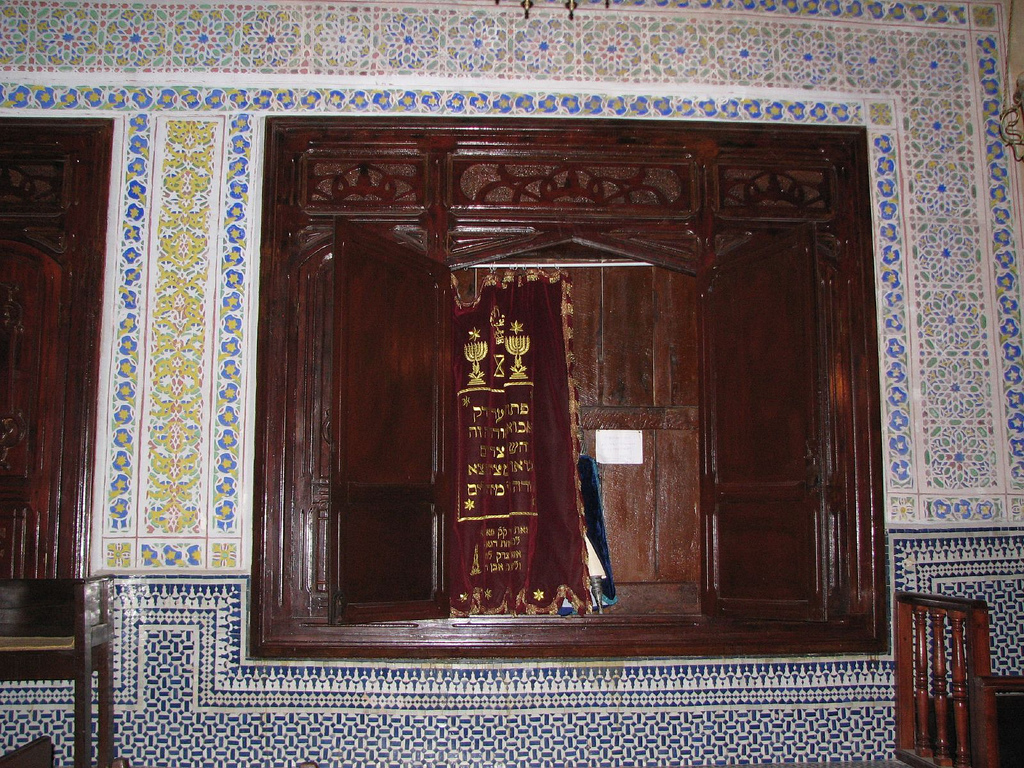
Interior duma sinagoga em Sefru

Em 1063, Sefru volta para mãos zenetas, passando a ser governada pelos magrauas. Quando surgem os almorávidas, as crónicas referem outras vias comerciais, como a que ligava o Saara ao Haouz por Agmate e Damnate, mas a rota de Sais-Tafilete, através do planalto de Amecla, que ligava Sefru a Sijilmassa, continuava a ser a mais frequentada, o que levou Iúçufe ibne Taxufine a não hesitar conquistar Sefru apos ter tomado Sijilmassa e atacado Fez. A mesma motivação tiveram os almóadas em 1141 quando tomaram Sefru.
Além do seu comércio, desde cedo a cidade consolidou a sua importância agrícola. As fontes árabes são unânimes a este respeito. No século X, Ibne Haucal relata que a região é rica em vinhas e árvores de fruto. No século seguinte, Albacri escreve «a cidade de Sefru, situada a um dia de marcha de Fez, está rodeada de muralhas, de ribeiros e de hortas». No século XII, Dreses relata que «Sefru é uma pequena cidade de civilização urbanaonde não senão pequenos mercados. Os habitantes são maioritariamente agricultores que produzem muitos cereais. Têm também grandes rebanhos de gado de pequeno e grande porte, as águas da região são doces e abundantes.»
Durante a Dinastia Merínida, foi criada em Sefru uma mellah (séculos XIII e XIV), ou seja, um bairro destinado aos judeus. Segundo a tradição oral, teria sido o sultão Abuçaíde Otomão II  (r. 1310–1331) que teria ordenado a criação da mellah.
Durante as dinastias Oatácida e Saadiana, a região enfrentou grandes dificuldades, ligadas ao contexto geral de Marrocos. À crise de autoridade em que o país mergulhou, o tráfico de caravanas provenientes do sul foi desviado para oriente na sequência da tomada de Sijilmassa pelas tribos Macil, o que abalou por algum tempo os circuitos comerciais em direção a Fez. O estado de crise generalizada afetou muito Sefru, o que leva Leão, o Africano a escrever que a cidade estava praticamente em ruínas, uma situação que ele atribui ao mau comportamento de um representante do Makhzen (governo central).
Em contraste com o declínio urbano, que se verificou um pouco por todo o Marrocos, a vida rural registou grandes progressos durante esse período. Leão, o Africano diz a esse respeito que em Sefru há abundância de cevada,  vinha e oliveiras e assinala novas culturas, como o cânhamo e o linho. O reforço do ruralismo levou ao desenvolvimento das aldeias da região, como Bni Yazgha, Bhalil, Azzaba, Mazdghat Al Jorf, Sanhaja, Moujjou, etc., as quais foram fortificadas para fazer face à insegurança crescente.

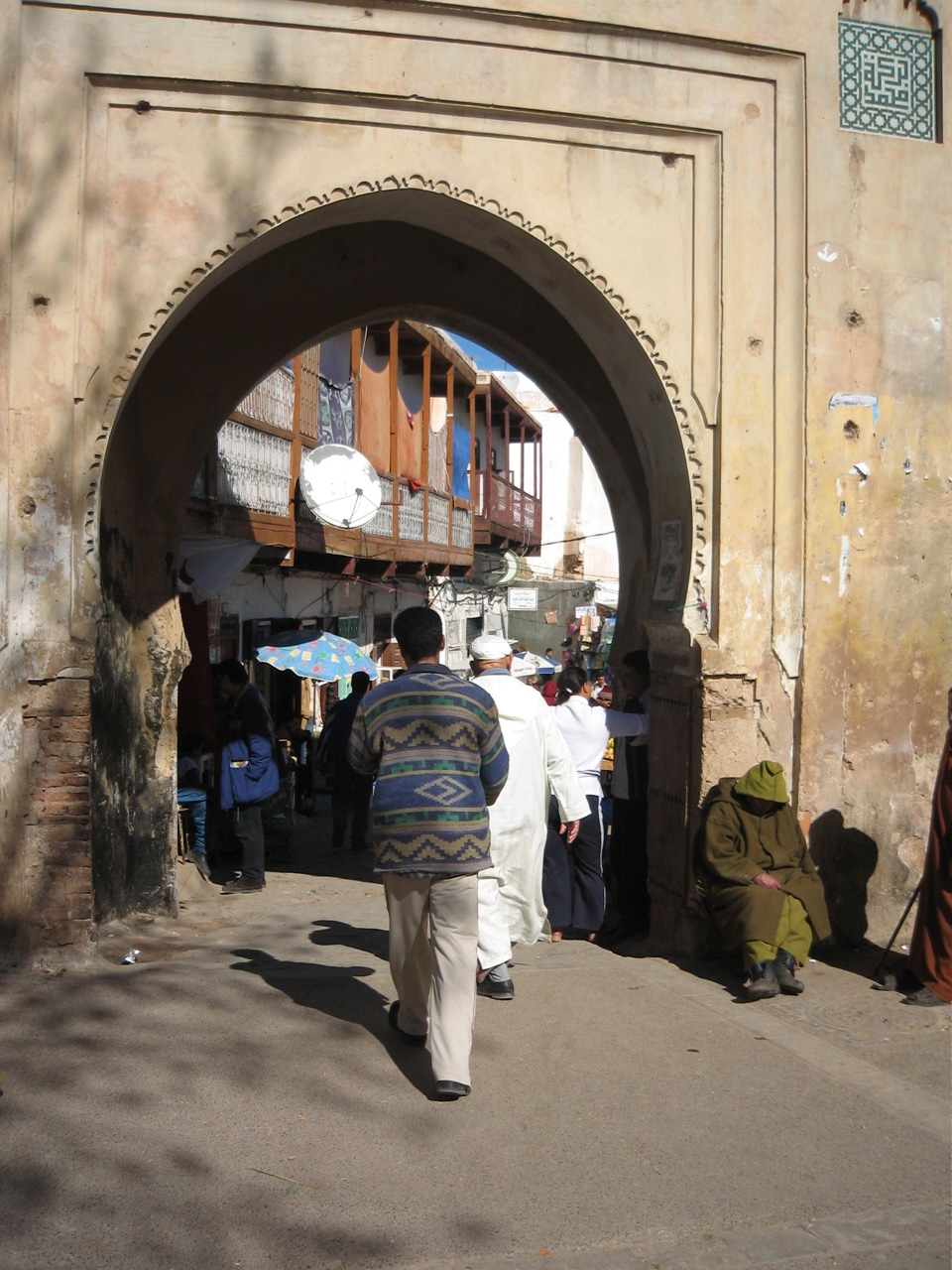
Porta da almedina de Sefru

No início do século XVII começa um período de grandes dificuldades. Verificam-se então importantes movimentações de tribos, motivadas pelas secas, epidemias e fome que devastava o sudeste do país, o que agitou o Atlas e ameaçou a paz das planícies. Os primeiros a empreenderem essa "Grande Marcha" são os Bni Ashene, árabes Macil, que partem das margens do Mulucha e do Guigu e se instalam nos arredores de Sefru e de Al’Anaçer. Aos Ashene seguem-se os Gueruane e os Zamur. O deslocamento destas tribos para norte provoca um avanço em cadeia. Os Aït Youssi instalam-se perto dos colos do Médio Atlas e os Aït Idrassène dirigem-se para Fez.
O sultão Mulei Ismail, ciente das consequências políticas dessas movimentações, empenha-se em contê-las, tendo como principais objetivos proteger as planícies e manter aberta e segura a Triq Soltane ("estrada imperial"), que ligava Fez ao Tafilete. Consegue o primeiro objetivo dotando de qaçbas (alcáçovas) as localidades de Al Manzel, Azrou, ‘Aïn Leuh, Skoura, Outat Aït Izdeg (Midelt), etc. Sefru fazia parte deste dispositivo de segurança, servindo de base logística e de escala. Para controlar melhor a rota Fez-Sijilmassa, Mulei Ismail estabeleceu a tribo Aït Youssi ao longo do eixo Sefru-Mulucha, atribuindo-lhes o papel de uma espécie de "gendarmaria imperial" nesse trecho montanhoso da rota. Essa tribo, que no início do século XVII estava instalada na Alto Mulucha, desempenhou um papel decisivo nas sublevações que ocorreram no Médio Atlas, mas uma vez submissa em 1685, resignou-se durante muito tempo a servir o Makhzen.